# Guomao (metropolitana di Pechino)
Guomao (in cinese: 国贸站S, Guómào zhànP) è una stazione della linea 1 e della linea 10 della metropolitana di Pechino.

## Storia

### Linea 1
Nel 1965, il Comitato Centrale del Partito Comunista Cinese approvò il Rapporto sulla costruzione della metropolitana di Pechino, che definiva chiaramente il piano per realizzare le prime stazioni della metropolitana. Il rapporto includeva anche la stazione di Guomao, sebbene all'epoca fosse indicata come Dabeiyao (大北窑S, DàběiyáoP).
Il 15 gennaio 1971 aprì al pubblico la prima fase della metropolitana di Pechino, nella tratta tra la stazione di Gongzhufen e la stazione ferroviaria di Pechino centrale (oggi parte della linea 2). Tuttavia, in questa fase, la stazione di Guomao non era ancora stata realizzata.
In seguito, il 20 ottobre 1986, la stazione di Guomao fu inclusa nella pianificazione della futura linea Fuba (oggi parte linea 1). Solamente il 26 gennaio 1991, la Commissione nazionale per la pianificazione approvò il rapporto di fattibilità per la costruzione della nuova linea Fuba, confermando anche la stazione di Guomao.
Il 28 settembre 1999, la stazione di Guomao è stata aperta al traffico sulla linea Fuba. In seguito, Il 28 giugno del 2000, la linea Fuba è stata unificata e completamente assorbita dalla linea 1.

### Linea 10
Il 10 novembre 2004 iniziarono i lavori per la costruzione della stazione Guomao della linea 10. Parte della struttura principale della stazione venne ultimata il 3 settembre 2007.
La stazione della linea 10 è entrata in funzione al pubblico circa un anno dopo, il 19 luglio 2008.

## Posizione

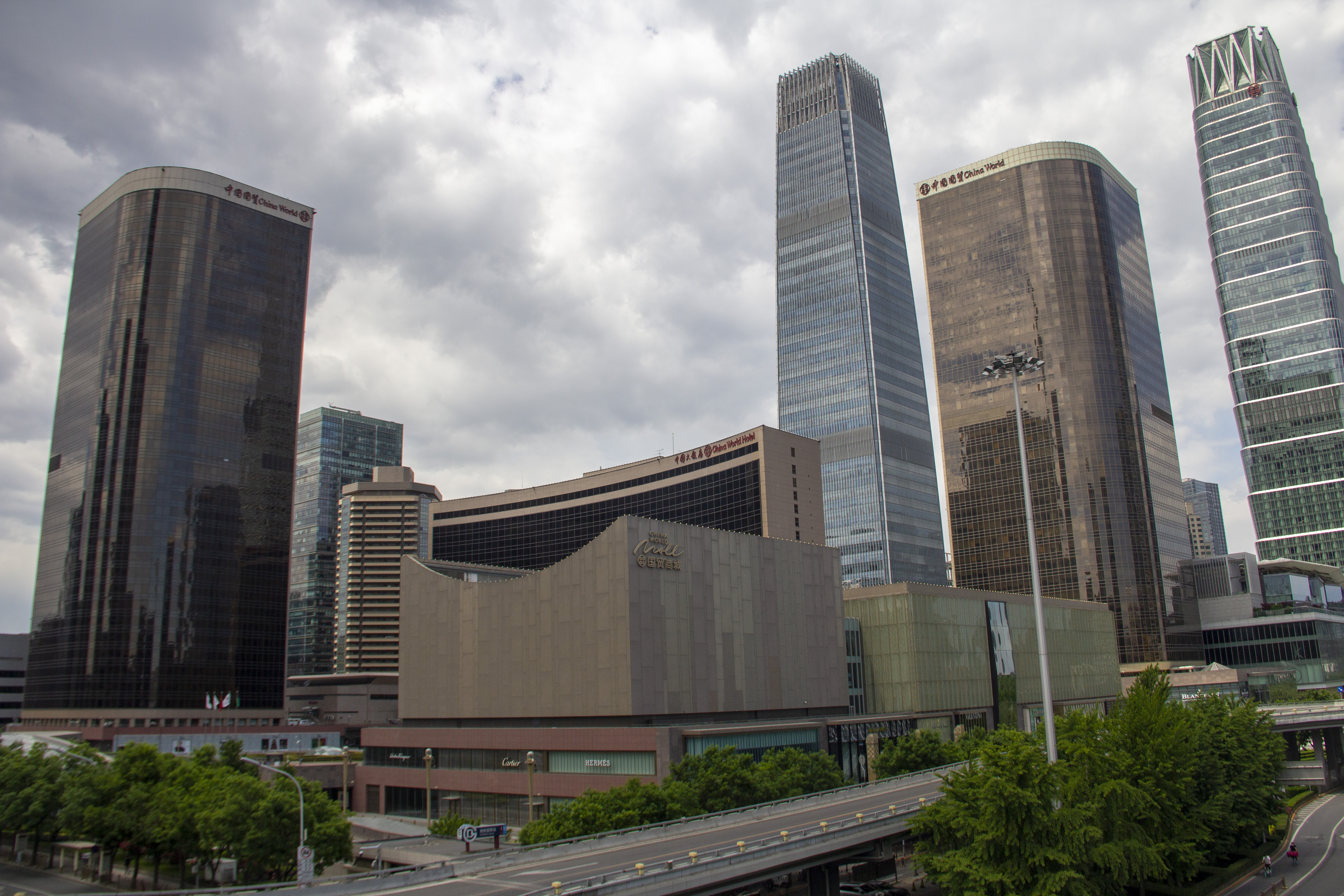
La zona del Centro finanziario di Pechino, con la stazione in basso al centro. (2022)

La stazione di Guomao si trova a nord dell'incrocio tra la sezione est del terzo anello autostradale di Pechino e Jianguomen Outer Street, nel distretto di Chaoyang. La struttura si erge nel cuore del centro finanziario della città, da cui prende il nome. In cinese, infatti, l’area è nota come 中国国际贸易中心 (Zhōngguó guójì màoyì zhōngxīnP, lett. "Centro internazionale del commercio della Cina") e il nome della stazione non è altro che una sua abbreviazione. La stazione della linea 1 della metropolitana di Pechino è situata a ovest dell'incrocio, orientata lungo l’asse est-ovest, mentre la stazione della linea 10 attraversa l’incrocio con un orientamento nord-sud.

## Struttura e impianti
La stazione di Guomao è interamente sotterranea e presenta una configurazione a doppio binario con banchine a isola separate su due livelli. La linea 1 della metropolitana adotta una struttura con atrio integrato e banchina a isola, mentre la linea 10 utilizza una configurazione con banchine laterali. La stazione si sviluppa su quattro livelli interrati: i piani -3 e -4 ospitano l’atrio per l’interscambio tra le linee e i locali tecnici, mentre i piani -1 e -2 sono destinati ad attività commerciali.
La stazione presenta otto accessi, indicati con le lettere A, B, C, D, E1, E2, F e G.

## Servizi
La stazione dispone di:
- Accessibilità per portatori di handicap (ingresso D, E1 e E2)
- Emettitrice automatica biglietti
- Scale mobili
- Ascensori
- Servizi igienici
- Sportello automatico
- Stazione video sorvegliata
- Ufficio polizia

### Orari

#### Linea 1
Il primo treno lascia la stazione di Guomao in direzione Universal Resort tutti i giorni alle 5:32, mentre l'ultimo che effettua tutta la tratta parte alle 23:34. Alcuni treni effettuano solo una parte della tratta della linea 1 − Batong, fermando alla stazione di Sihuidong, con l'ultimo treno che effettua servizio alle 00:16.
In direzione opposta, verso Gucheng, il primo treno effettua servizio alle 5:01 mentre l'ultimo alle 23:37.

#### Linea 10
In quanto linea circolare, la linea 10 dispone di due percorsi concentrici che operano come segue:
- L'anello interno, da Bagou direzione Songjiazhuang e Chedaogou, con tratte ridotte che terminano a Bagou o Chengshousi.
- L'anello esterno, da Bagou direzione Chedaogou e Songjiazhuang, con tratte ridotte che terminano a Chedaogou.

Il percorso interno parte tutti i giorni da Guomao alle 5:18 mentre l'ultimo treno che esegue il percorso completo è alle 21:28. Riguardo alle tratte ridotte, l'ultimo treno con destinazione finale Bagou è previsto alle 23:12 mentre quello con termine a Chengshousi alle 23:36.
Il percorso esterno completo, invece, è attivo dalle 5:39 alle 21:53. L'ultima corsa ridotta in direzione Chedaogou lascia la stazione di Guomao alle 23:38.

## Interscambi
- Fermata autobus